# Adele Reinhartz
Adele Reinhartz est une critique littéraire, écrivaine, doyenne de faculté et bibliste canadienne née en 1953. Elle est spécialisée dans l'histoire et la littérature du Christianisme et du Judaïsme dans période gréco-romaine, l'Évangile selon Jean, les premières relations judéo-chrétiennes, l'exégèse biblique et l'impact de la Bible dans le cinéma et la télévision.

## Biographie
En 1975, Adele Reinhartz reçoit son Bachelor of Arts en sciences des religions à l'Université de Toronto. En 1977, elle reçoit son Master of Arts et en 1983 son doctorat de philosophie à l'Université McMaster,.

## Carrière
Adele Reinhartz rejoint la faculté de McMaster en 1987. Elle est doyenne des études supérieures et de la recherche à l'Université Wilfrid-Laurier avant de devenir vice-rectrice associée à la recherche à l'Université d'Ottawa en 2005,.
Entre 1997 et 1998 elle est présidente de la Société canadienne des sciences des religions et en 2005 elle est faite membre de la Société royale du Canada.
Elle l'éditrice du Journal of Biblical Literature.

## Œuvres
- (en) The World in the World: The Cosmological Tale in the Fourth Gospel, 1992 (ISBN 1-55540-799-4)
- (en) Why Ask My Name? Anonymity and Identity in Biblical Narrative, 1998 (ISBN 0-19-509970-2)
- (en) Befriendiing the Beloved Disciple: A Jewish Reading of the Gospel of John, 2001 (ISBN 0-8264-1446-X)
- (en) Jesus, Judaism, and Christian Anti-Judaism: Reading the New Testament After the Holocaust, Paula Fredriksen, 2002 (ISBN 978-0-664-22328-1)
- (en) Scripture of the Silver Screen, 2003 (ISBN 0-664-22359-1)
- (en) Jesus of Hollywood, 2007 (ISBN 0-19-514696-4)
- (en) Caiaphas the High Priest (Studies of Personalities of the New Testament, 2011